# Motsé'eóeve
Motsé'eóeve (Motzeyouf; Sweet Medicine, Arrow Boy), Sweet Medicine bio je važan legendarni prorok i vrač plemena Cheyenne. Također je nosio ime Arrow Boy kao mladić, iako je Sweet Medicine njegovo važnije ime i doslovni prijevod njegovog čejenskog imena Motzeyouf (što se odnosi na svetu biljku “slatku travu”; Hierochloe odorata) Sweet Medicine je predvidio između ostalog dolazak bijelih ljudi.